# La Convalescente (Martini)
Pour les articles homonymes, voir La Convalescente.
La Convalescente est une sculpture d'Arturo Martini (1889-1947), originaire de Trévise en Italie, réalisée en 1932. Elle est conservée au Museo del Novecento à Milan.

## Histoire et description
La sculpture représente une jeune femme convalescente abandonnée sur un fauteuil à bascule, le regard perdu dans le vide, les bras appuyés sur les accoudoirs et un livre ouvert sur les genoux.
L'œuvre de Martini doit son concept général à la sculpture intitulée Malato dell'ospedale (1889) de Medardo Rosso (1858-1928), qui avait été exposée à la Quadriennale de Rome en 1931 - à laquelle Martini était artiste invité - dans l'exposition rétrospective consacrée au sculpteur turinois.
L'idée de Medardo Rosso de représenter une action dans son déroulement et l'homogénéité plastique entre les différentes parties de la sculpture est plus évidente dans l'esquisse en argile réfractaire que Martini réalise en 1932, où les plis de la robe de la jeune femme, décrits dans le fait de se lever, se confondent à ceux du fauteuil. Dans l'œuvre finale, la pierre est presque traitée comme une peinture, comme en témoignent les trois niveaux de finition différents du côté du fauteuil, la teinte du bras et les plis de la robe tissée.
L'œuvre a été exposée pour la première fois dans une exposition personnelle de Martini en février 1933 à la Galleria Milano. Une version en argile réfractaire de La Convalescente est exposée à la Galerie d'art moderne de Gênes.